# Vivian Suter
Vivian Suter (nacida en 1949) es una pintora de nacionalidad suiza-argentina.

## Trayectoria
Suter nació en Buenos Aires, donde residió hasta los 12 momento en el cual se muda a Basilea, Suiza, con su familia.
En la década de 1970 expuso en una muestra colectiva en la galería Stampa en Basilea, Suiza.  En 1981, formó parte de una exposición colectiva en la Kunsthalle Basel .  Posteriormente, en 1982, se mudó a una antigua plantación de café en la selva tropical de Panajachel, Guatemala. No fue hasta 2011 que Suter atrajo la atención de la crítica, cuando el curador Adam Szymczyk la contactó para recrear la exposición colectiva realizada en1981 en la Kunsthalle Basel.  Desde 2011 ha realizado numerosas e importantes exposiciones individuales en galerías y museos europeos y norteamericanos.  Vivian Suter ha sido galardonada con el Gran Premio Suizo de Arte / Prix Meret Oppenheim 2021 por la Oficina Federal de Cultura .
Dentro de su metodología hay que destacar que, Suter pinta en un estudio al aire libre, sin paredes, adjunto a su casa.  Se sabe que utiliza materiales no tradicionales en sus pinturas, como cola de pescado, material volcánico, tierra, materia botánica y pintura para el hogar, algunos de los cuales reflejan su entorno local.
Su trabajo está incluido en las colecciones de la Tate,  el Museo de Arte Moderno de Varsovia,  y también en el Kunstmuseum Luzern.

## Exposiciones
- 2021: Kunstmuseum Lucerna[10]
- 2021: Museo Reina Sofía, Madrid[11][12]
- 2020: TinTin's Garden, Camden Arts Center[13][14][15]
- 2019: Tate Liverpool
- 2019: Instituto de Arte Contemporáneo, Boston[16]
- 2018: Vivian Suter y Elizabeth Wild, The Power Plant, Toronto[17]
- 2017: Documenta 14, Kassel[18]
- 2017: Brotan claveles las solapas, Museo Experimental El Eco
- 2017: Museo Judío, Nueva York[19][20]